# Débora
Cet article concerne le prénom. Pour la marque de voiture de sport française, voir Debora (automobile).
Débora, ou Dvora (en hébreu : דְּבוֹרָה, qui signifie « abeille »), est un personnage du Livre des Juges qui fait partie de la Bible. C'est une des rares prophétesses de la Bible et la seule femme parmi les Juges d'Israël. Elle exerce cette fonction pendant quarante ans.

## Datation du récit
La datation du récit est très débattue. Selon F. M. Cross et E. Cortese, ce n'est que sous Josias, c'est-à-dire au VIIe siècle av. J.-C., que la rédaction commence. Pour d'autres, comme Ernst Axel Knauf (de), le récit de Débora aurait été composé à Béthel après 720 av. J. C. Pour W. Richter, il aurait été transformé sous Josias, mais à partir de sources plus anciennes qu'il situe à l'époque de Jéhu. Quoi qu'il en soit, la majorité des exégètes sont d'avis qu'il s'agit d'une construction théologique, et non d'une réalité historique.

## Biographie
L'histoire de Debora est racontée à deux reprises en deux chapitres différents : les chapitres 4 et 5 du livre des Juges. Le premier est en prose, le second est de forme poétique et est largement admis comme l'un des plus anciens exemples de poésie hébraïque. C'est l'un des premiers portraits d'une femme dans un rôle héroïque.
On connaît assez peu d'éléments de la vie privée de Deborah. Elle est mariée à un certain Lapidoth (« torches ») et elle rend la justice sous un palmier dans la Tribu d'Éphraïm entre Ramla et Béthel.
À l'époque du récit, les Hébreux se sont détournés de Dieu et se sont retrouvés sous la domination du roi cananéen Yabin pendant vingt ans. Ils se tournent alors vers Dieu, qui entend leur supplication et leur envoie Débora.
Elle convoque Barac et lui ordonne de lever une armée parmi la tribu de Nephthali et la tribu de Zabulon pour vaincre l'armée cananéenne de Siséra, au service du roi Yabin. Elle prophétise que la gloire de tuer Siséra en personne ne reviendra pas à Barac mais à une femme.
Barac écrase les troupes de Siséra et celui-ci s'enfuit à pied dans la maison de Yaël, qui lui propose de s'y cacher. Pendant le sommeil de Siséra, Yaël le tue en lui transperçant la tête avec un piquet. Puis, à l'arrivée de Barac, elle lui montre le corps de Siséra.
Cette victoire amène la défaite finale du roi cananéen Yabin qui sera également tué. Débora entonne un chant de victoire qui résonne comme un avertissement aux princes et rois étrangers qui pourraient constituer une menace pour les Hébreux,. La paix est rétablie pendant quarante années sur la Terre d'Israël.

## Personnage homonyme
Déborah est également le nom de la nourrice de Rébecca qui meurt au chapitre 35 de la Genèse.

## Postérité

### Sciences
Le scientifique israélien Markus Reiner a défini le nombre de Deborah en référence à la prophétesse Deborah.

### Art contemporain
- Débora figure parmi les 1 038 femmes référencées dans l'œuvre d’art contemporain The Dinner Party (1979) de Judy Chicago. Son nom y est associé à Judith[17],[18].

### Littérature
Dans Chants d'utopie, premier cycle de Brice Bonfanti, le chant XIII d'Israël, mêlant messianisme juif et messianisme utopique, est consacré à Debôrâh sous le titre : qui devine un bien meilleur, devient bien meilleur.

## Référence
1. 1 2  Jg 4,4
2. ↑  Thomas Römer (éd.), Jean-Daniel Macchi (éd.) et Christophe Nihan (éd.), Introduction à l'Ancien Testament, Labor et Fides, 2009 (1re éd. 2004), 902 p.  (ISBN 978-2-8309-1368-2), p. 350-353
3. ↑   Holman Bible Editorial Staff, Holman Concise Bible Dictionary, B&H Publishing Group, USA, 2011, p. 158
4. ↑  Jg 4,5
5. 1 2  Histoire visuelle de la Bible, National Geographic, Les Nouveaux Essentiels, octobre 2013, 512 p. (ISBN 978-2-8229-0033-1)
6. ↑  Jg 4,6
7. ↑  Jg 4,9
8. ↑  Jg 4,15
9. ↑  Jg 4,18
10. ↑  Jg 4,21
11. ↑  Jg 4,22
12. ↑  Jg 4,24
13. ↑  Jg 5,1
14. ↑  Jg 5,31
15. ↑  Gn 35,8
16. ↑  É. Guyon, J.-P. Hulin et L. Petit, Hydrodynamique physique, p. 184, EDP Sciences, CNRS Éd., 674 p., 2001.  (ISBN 2-868-83502-3). Google Livres
17. ↑   Musée de Brooklyn - Centre Elizabeth A. Sackler - Débora
18. ↑  Judy Chicago, The Dinner Party : From Creation to Preservation, Londres, Merrel, 2007.  (ISBN 1-85894-370-1).
19. ↑  Brice Bonfanti, Chants d'utopie, premier cycle, Paris, Sens & Tonka, 19 avril 2017, 176 p. (ISBN 978-2-35729-103-4)